# Wohn- und Wirtschaftsgebäude Aschwardener Straße 14
Das Wohn- und Wirtschaftsgebäude Aschwardener Straße 14, Ecke Damm in der niedersächsischen Gemeinde Schwanewede, Ortsteil Aschwarden, stammt vom Anfang des 18. Jahrhunderts. Aktuell (2025) wird es zum Wohnen genutzt.
Das Gebäude steht unter Denkmalschutz (siehe auch Liste der Baudenkmale in Schwanewede).

## Geschichte und Beschreibung
Aschwarden in der Osterstader Marsch wurde erstmals 1105 urkundlich erwähnt.
Das eingeschossige giebelständige kleinere Zweiständer-Hallenhaus in Fachwerk mit Steinausfachungen und geschwungenen Fachwerkstreben sowie mit reetgedecktem Krüppelwalmdach und Grooter Door mit Korbbogen wurde 1720 (Inschrift) gebaut. Untypisch sind die Schleppgauben im Walm des Wirtschaftsgiebels für die Ladeluke und in der rechten Seite für einen Eingang zum Wohnteil.
Das Landesdenkmalamt befand u. a.: „… ein typisches Hallenhaus des frühen 18. Jahrhunderts in Zweiständerkonstruktion …“